# Padre Tiempo

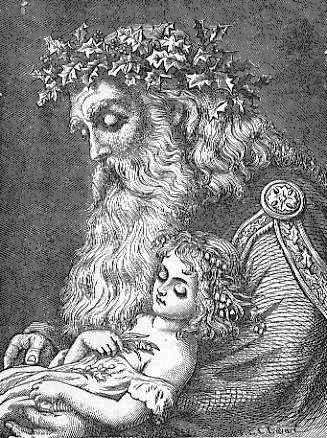
Representación del Padre Tiempo sujetando entre sus brazos al Año Nuevo bebé. Frolic & Fun, 1897

El Padre Tiempo es una figura mitológica antropomorfizada que es la representación misma del tiempo, identificada con su personificación  en la cultura popular. Se representa como un hombre viejo que lleva atributos como relojes de arena, calendarios u hojas que caen de sus ropas. Puede estar acompañado de símbolos de la muerte, para recordar que el paso de la vida lleva inexorablemente a su fin (memento mori).
El Padre Tiempo puede aparecer en cuadros y alegorías sobre el tiempo, en representaciones del año nuevo (siendo entonces un símbolo del 31 de diciembre, en oposición al bebé que simboliza el año nuevo) o bien en fábulas en las que deriva del titán griego Cronos Protogenos, aunque se le suele confundir, accidental o intencionadamente, con Cronos.

## Descripción
El Padre Tiempo está generalmente representado como un anciano con barba, vestido con una túnica y portando una guadaña y un reloj de arena u otro dispositivo de cronometraje (que representa el tiempo en constante movimiento en un solo sentido, y de forma más general y abstracta, la entropía). Esta imagen se deriva de varias fuentes, incluyendo la Parca y Cronos, el titán griego del tiempo humano, cosechando calendarios, o el Señor del Tiempo.
Alrededor de la víspera de Año Nuevo muchas historietas editoriales utilizan la figura antropomórfica del Padre Tiempo como la personificación del año anterior (o "Año Viejo") que habitualmente sujeta entre sus brazos a la igualmente alegórica figura de un bebé, que representa al Año Nuevo.

## En la cultura popular
Padre Tiempo es un símbolo establecido en numerosas culturas, y aparece en distintas representaciones artísticas y medios de comunicación. En algunos casos, aparece específicamente como el Padre Tiempo, mientras que en otros casos, puede tener otro nombre (como Saturno), pero todos los personajes demuestran los atributos que el Padre Tiempo ha adquirido a lo largo de los siglos.

### Arte
- Saturno, en su encarnación como el Padre Tiempo, es la figura central en la pintura de Simón Vouet de 1627, titulada "El tiempo vencido por el amor, la esperanza y la belleza", que figura en la colección del Museo del Prado en Madrid, España.[4]

### Libros
- Un Viejo Padre Tiempo aparece en la serie de novelas de fantasía Nightside como un personaje anciano que atiende a las necesidades de la gente para hacer un viaje en el tiempo, y en algunos casos hace de guía.
- El Padre Tiempo aparece en un cuento de hadas escrito por L. Frank Baum, titulado "La captura del Padre Tiempo", en el que es capturado por el hijo de un vaquero de Arizona llamado Jim.
- El Padre tiempo es una de las encarnaciones de la Inmortalidad en la serie de Piers Anthony del mismo nombre.
- El Tiempo (también conocido como "Cronos") aparece en varios de los libros y es el personaje principal de Teniendo un reloj de arena. En la mayor parte de la serie aparece como un hombre de mediana edad con una túnica azul poseedor de un reloj de arena que puede utilizar para controlar el flujo del tiempo y trasladarse a sí mismo a través del tiempo y del espacio.
- El Padre Tiempo está pintado en el techo de la mazmorra en la que se desarrolla la historia corta de Edgar Allan Poe El pozo y el péndulo.
- En Las Crónicas de Narnia, el Padre Tiempo aparece en la silla de plata como un ser vivo gigante dormido debajo de las superficies de Narnia. Se dice que el Padre Tiempo despertará al final del día tal como se ve en La Última Batalla.
- "Padre Tiempo" es un personaje de Jude el Oscuro, una novela de Thomas Hardy. Es el nombre del hijo de Jude Fawley, que se suicida a una edad temprana.
- En el último libro de Mitch Albom, The Time Keeper, el personaje central llamado Dor, es el Padre Tiempo. Es liberado del exilio y enviado a la Tierra con la condición de que le enseña a dos personas en la Tierra la verdadera importancia del tiempo (una chica adolescente que no quiere vivir más, y un viejo multimillonario moribundo que quiere vivir para siempre).

### Negocio e industria
- El Padre Tiempo fue el logotipo de la compañía del reloj Elgin. Notable en el logo fue que el Padre Tiempo había cambiado su reloj de arena tradicional por un reloj Elgin.
- Padre Tiempo aparece en el sello presidencial de los Instituto de Actuarios.

### Cómics, revistas y publicaciones periódicas
- El Padre Tiempo hizo numerosas apariciones en el clásico cómic Little Nemo in Slumberland, tanto como una representación general del tiempo, como un símbolo del nuevo año.[5][6]
- Una pintura de Norman Rockwell del padre tiempo apareció el 31 de diciembre de 1910 en la portada de The Saturday Evening Post.
- El Padre Tiempo es un personaje recurrente en el webcomic de Tatsuya Ishida Sinfest. A menudo aparece como un niño que representa el Año Nuevo occidental, y como un hombre viejo predestinado a morir durante el final del año.
- En Sandman: Obertura se muestra que el Padre Tiempo es el progenitor de los Eternos, personajes principales de los cómics de The Sandman, creados por Neil Gaiman.

### Cine y televisión
- El Padre Tiempo aparece en el especial de televisión de Rudolph Brillante año nuevo la voz de Red Skelton, quien también narró la especial.
- El Padre Tiempo aparece como un personaje recurrente en Los Pitufos con la voz de Alan Oppenheimer.
- Padre Tiempo aparece como uno de los principales personajes de Histeria! interpretado por Frank Welker.
- En Flint el detective del tiempo, el viejo cronómetro es representado como un personaje del tipo Padre Tiempo.
- El Padre Tiempo aparece en Santa Cláusula 2 y Santa Cláusula 3 retratado por Peter Boyle. Él se muestra como un miembro del Consejo de las figuras legendarias junto a Santa Claus, el Conejo de Pascua, Cupido, la Madre Naturaleza, el Hombre de Arena, el Hada de los Dientes y Jack Frost.
- Padre Tiempo apareció en el episodio Un Show Más llamado "Es hora" con la voz de Alan Sklar y Fred Tatasciore. Parece estar hecho de relojes, y lleva un sombrero púrpura. Padre Tiempo le da a Mordecai una segunda oportunidad para superar sus celos respecto a Rigby y Margaret. También aparece en la película deshaciéndose, debido a la desintegración de la corriente del tiempo causada por un tornado temporal.
- Cronos aparece en el episodio de la serie Supernatural titulado "Time After Time" (Temporada 7).
- Una canción en la versión animada de La telaraña de Carlota se titula "la Madre Tierra y el Padre Tiempo".
- Padre Tiempo es un personaje que aparece en Los padrinos mágicos, en el episodio titulado "¡El deseo secreto de Timmy!", con la voz de Jeff Bennett. También era el nombre de un episodio. (¡Padre Tiempo!)
- Apareció en un episodio de Teen Titans Go!, como uno de los maestros del tiempo.
- El Padre Tiempo aparece en Star vs. the Forces of Evil, encargado de hacer girar la Rueda del Progreso. Debido a una monótona eternidad haciéndola girar, se aburre hasta que la protagonista detiene el tiempo liberándolo, haciendo que tengan que buscar la forma de convencerlo de volver a girar la rueda.
- El Padre Tiempo aparece en The Grim Adventures of Billy & Mandy, llevando a los protagonistas a una excursión a los pasillos del tiempo, pero debido a la imprudencia de dos de ellos, el Padre tiempo los echa y procede a voltear los relojes de arena que llevan a todos a la inexistencia.
- El Padre Tiempo aparece en YooHoo y sus amigos, siendo el responsable de convertir a cinco empresarios en animales, dándoles la misión de reparar los daños que causaron y salvar el medio ambiente.